# Washington, West Sussex
Washington är en ort och civil parish i Storbritannien.   Den ligger i grevskapet West Sussex och riksdelen England, i den södra delen av landet, 70 km söder om huvudstaden London. Washington ligger 59 meter över havet och antalet invånare är 1 930.
Terrängen runt Washington är platt norrut, men söderut är den kuperad. Runt Washington är det mycket tätbefolkat, med 1 411 invånare per kvadratkilometer. Närmaste större samhälle är Worthing, 9,9 km söder om Washington. Trakten runt Washington består till största delen av jordbruksmark.